# International Journalism Festival

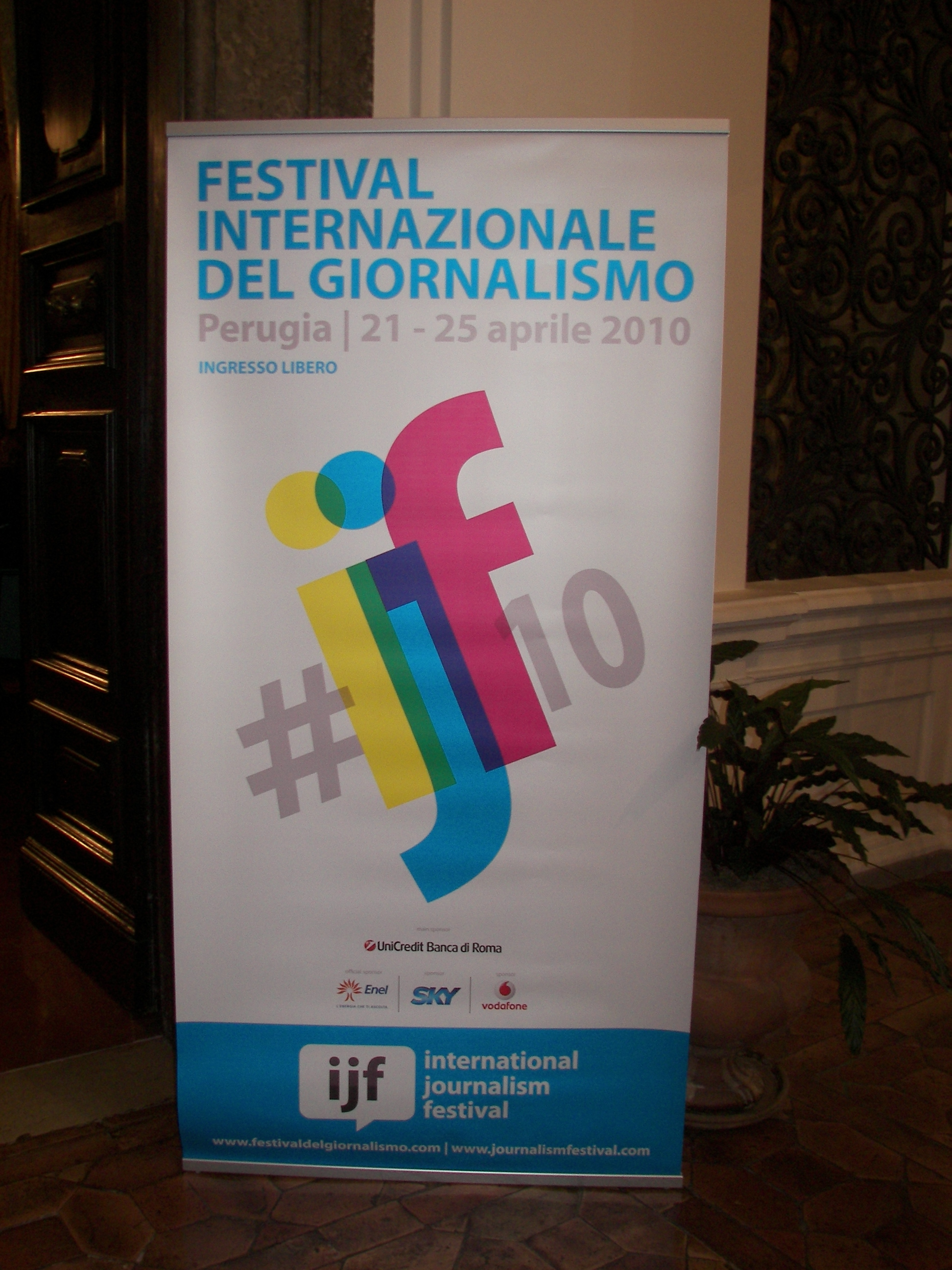
Logo du festival

Le International Journalism Festival ou IJF (en français : Festival international de journalisme) est événement annuel qui se déroule depuis 2006 à Pérouse, en Ombrie (dans le centre de l'Italie, à environ 160 km, au nord de Rome). Le Festival 2016 se déroule du 6 au 10 avril.

## Histoire et description
Le Festival international de journalisme attire les journalistes et étudiants en journalisme, ainsi que des universitaires et des organismes médias, qui tiennent des conférences gratuites, des ateliers, des expositions et des discussions sur la place et l'influence des médias dans la société
Depuis la fondation du Festival en 2006 par Arianna Ciccone et Christopher Potter, plusieurs prix ont été distribués dont le Una storia ancora da raccontare ou Tell Award et le prix Reportage international Paola-Biocca, attribuées par les étudiants de journalisme et les professionnels des médias,. En 2012, le prix Tell Award a été dédié à la mémoire de Mauro Rostagno un journaliste abattu par la Mafia sicilienne en 1988.
Parmi les orateurs qui ont déjà participé au festival figurent Seymour Hersh, Carl Bernstein, Alastair Campbell, Stephen Doig (en), Hans-Gert Pöttering et Eugenio Scalfari,,.
Lors de la seconde édition (2008) est intervenu Carl Bernstein, du Washington Post connu pour le scandale du Watergate, Alastair Campbell, ancien porte-parole de Tony Blair, et Ethan Zuckerman, fondateur de Global Voices, portail international du Journalisme citoyen.
La troisième édition (2009) accueille le prix Pulitzer Seymour Hersh, le directeur du Business Week, John A. Byrne, l'éditorialiste du Corriere della Sera Sergio Romano, et Jean-François Julliard, secrétaire de Reporters sans Frontières. Le festival a donné lieu à un Barcamp, dénommé Mediacamp, donnant une place accrue aux nouveaux médias avec la participation de journalistes de Vanguard de la télévision Current.
La quatrième édition qui s'est déroulée du 21 au 25 avril 2010 a vu la participation entre autres du prix Nobel de la Paix Al Gore et Julian Assange, fondateur de Wikileaks.

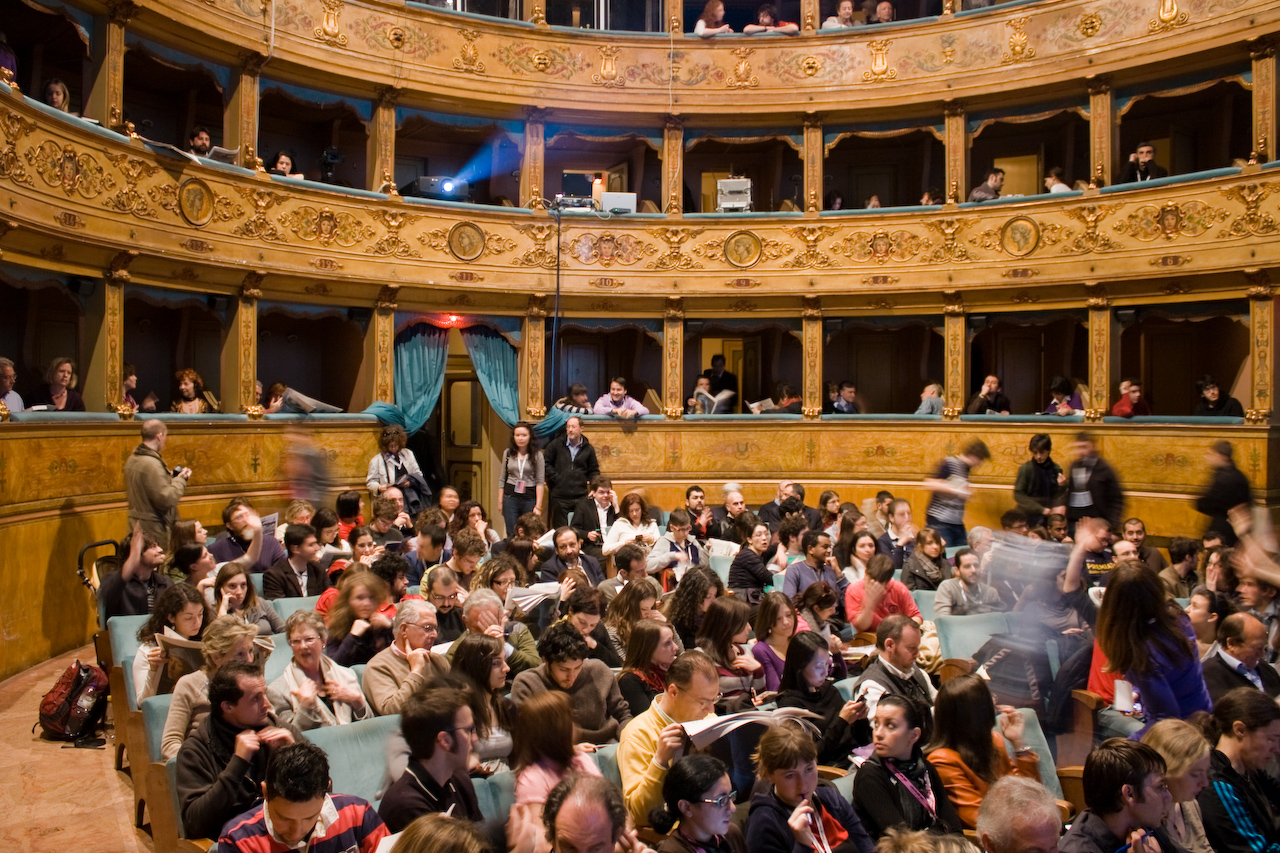
Projection au théâtre del Pavone, 2009.
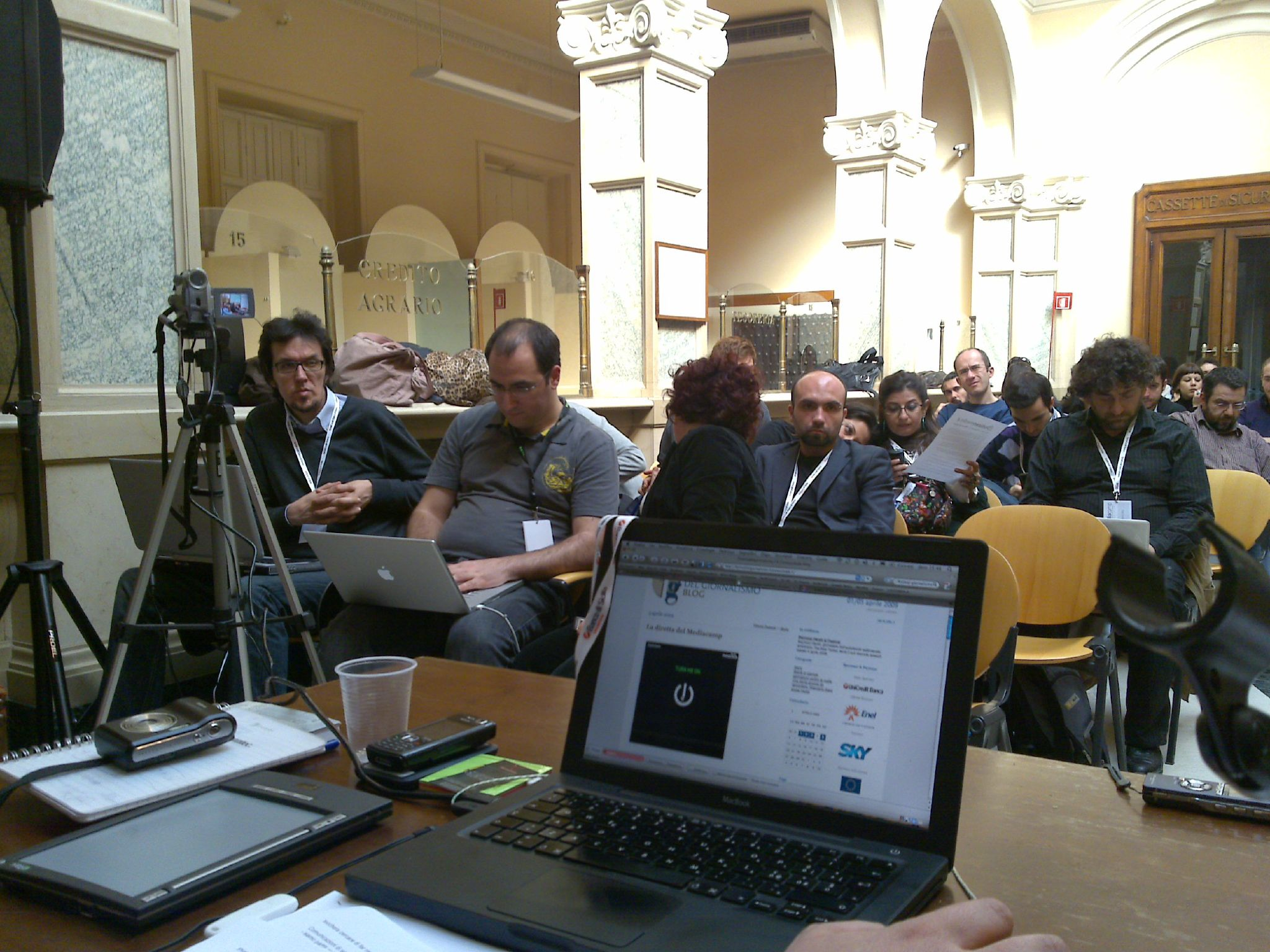
MediaCamp, avril 2009.
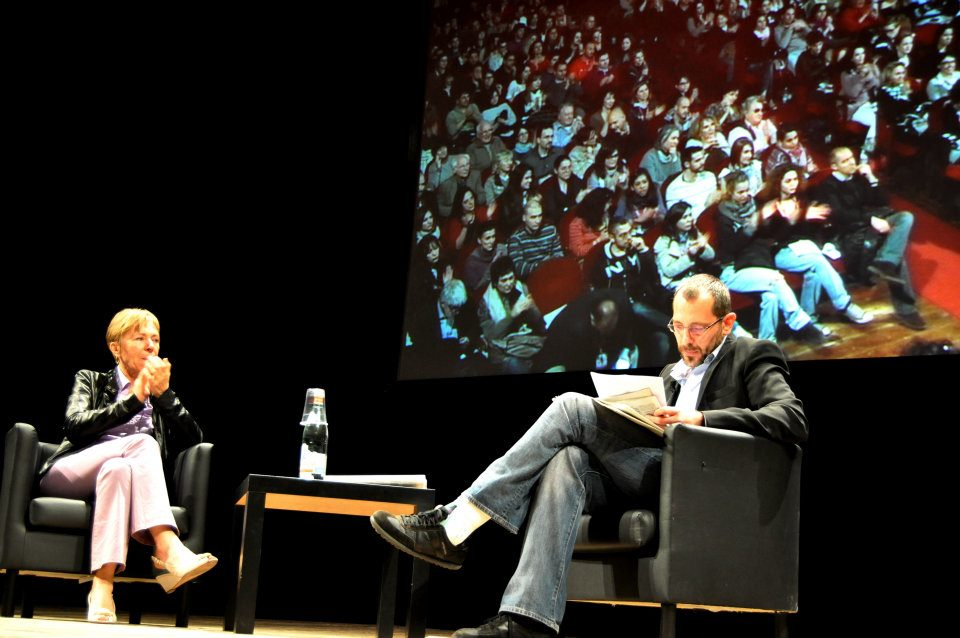
Débat de Milena Gabanelli et Corrado Formigli, 2011.
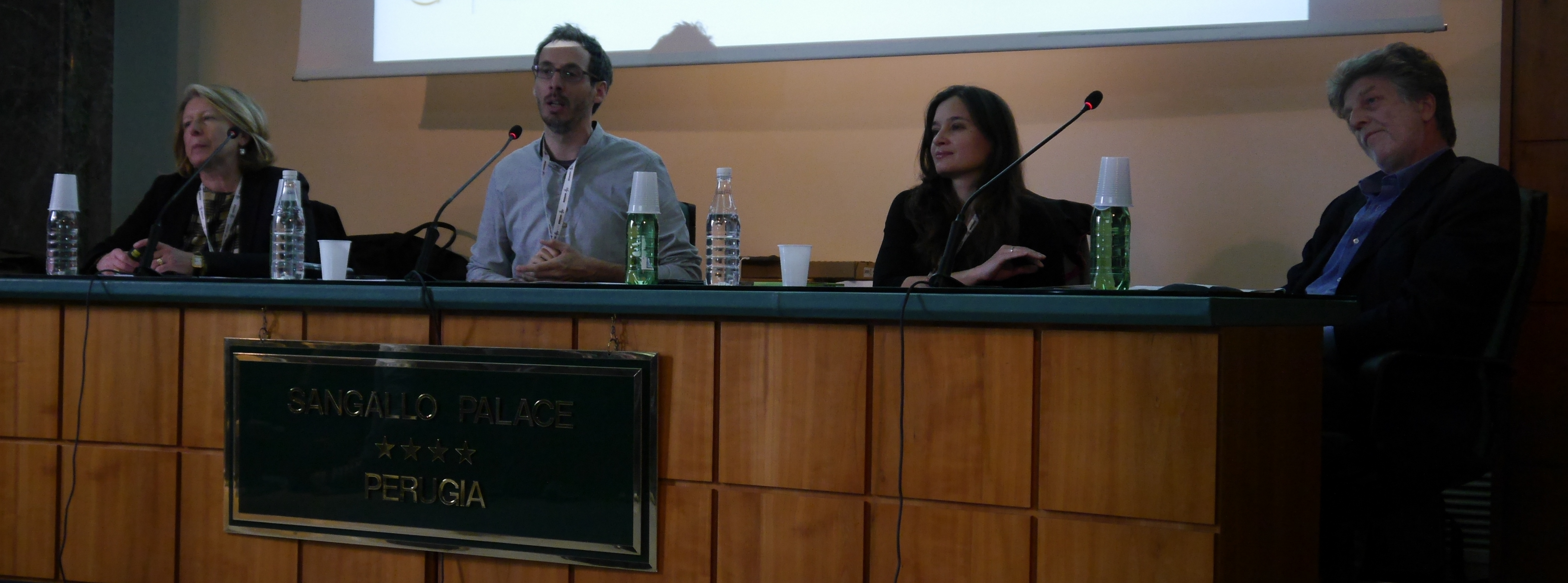
Débat sur l'Europe avec Adriana Cerretelli (it), Federico Taddia (it), Ewelina Jelenkowska-Lucà et Dino Pesole (it), avril 2015.